# Citroën Type H

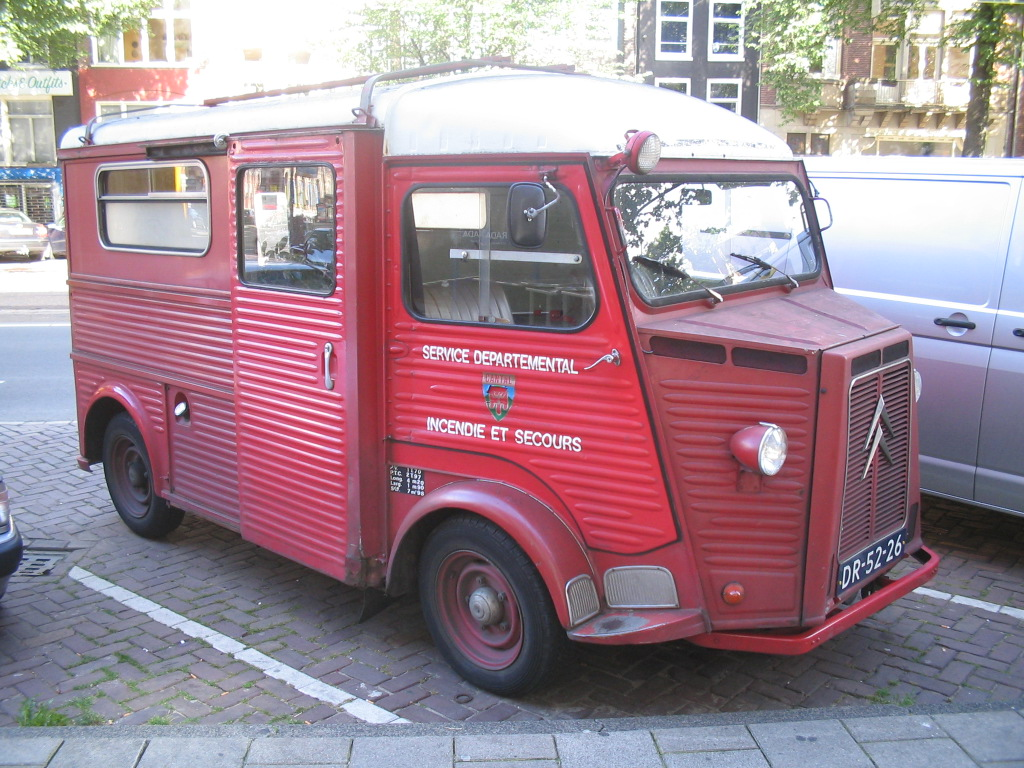
Citroën Type H ambulance de pompiers

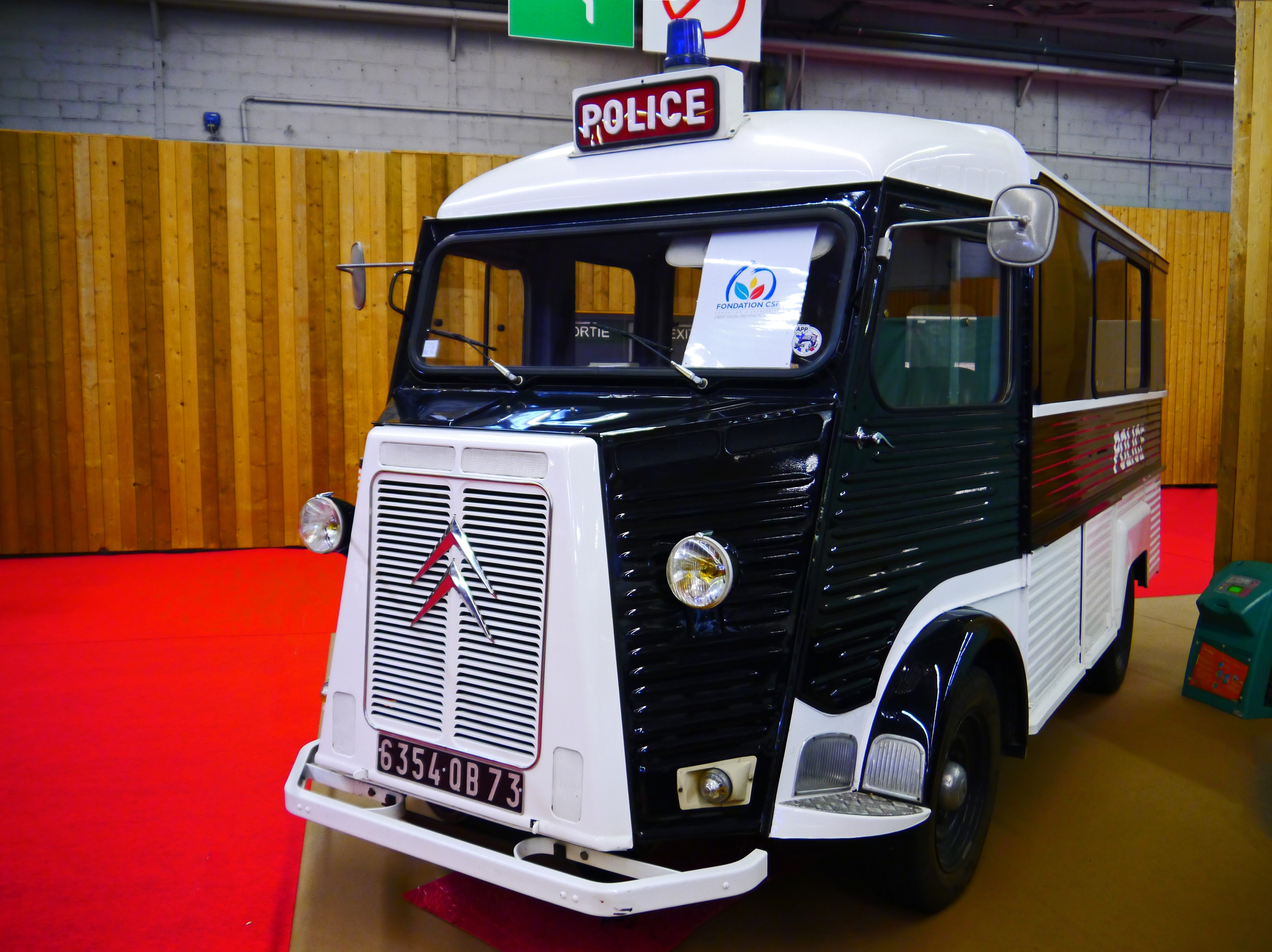
Citroën Type HY Van de la police française de 1969 à 1983

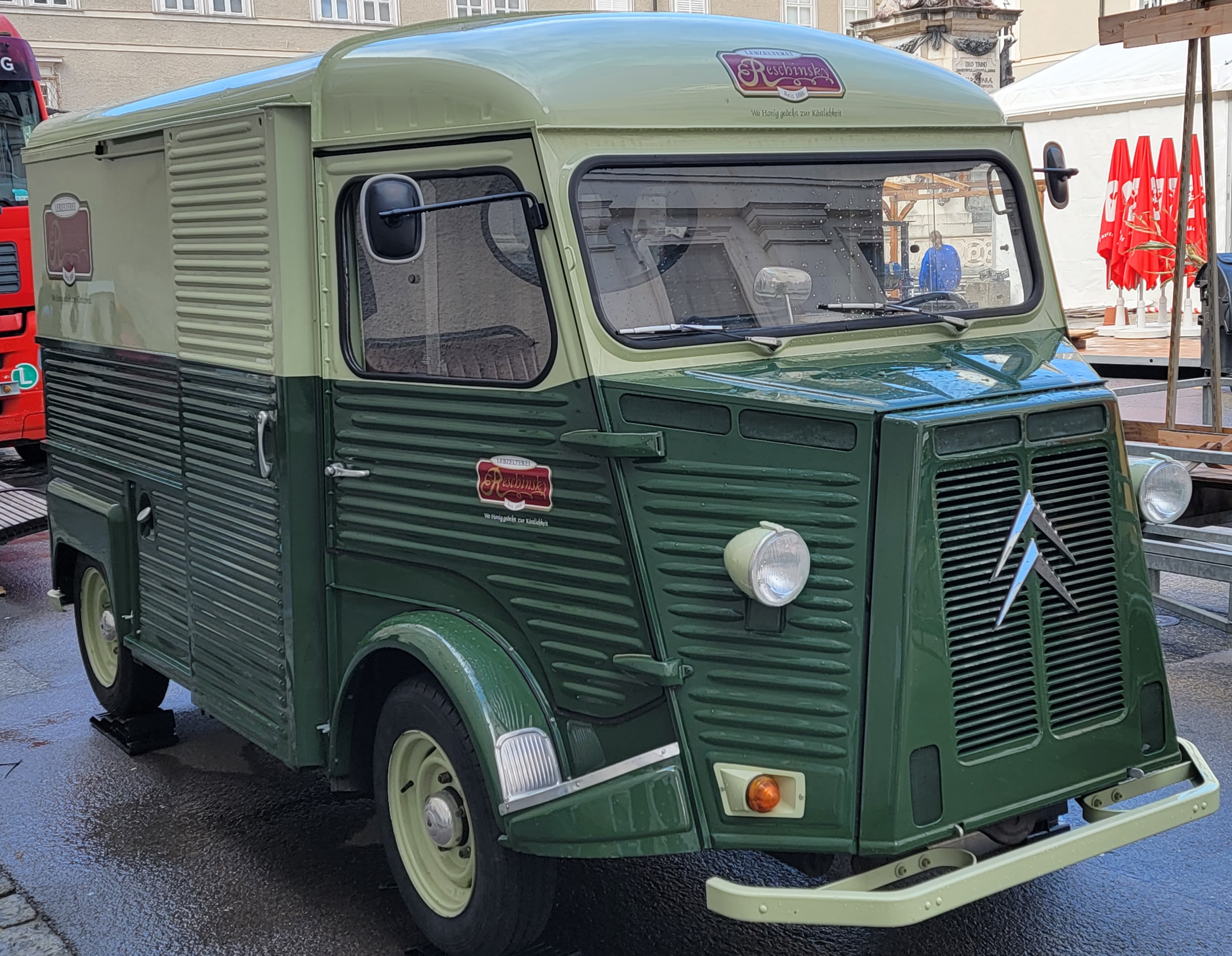
Citroën Type HY fabriqué aux Pays-Bas après 1968 avec portes ouvrant contre le vent

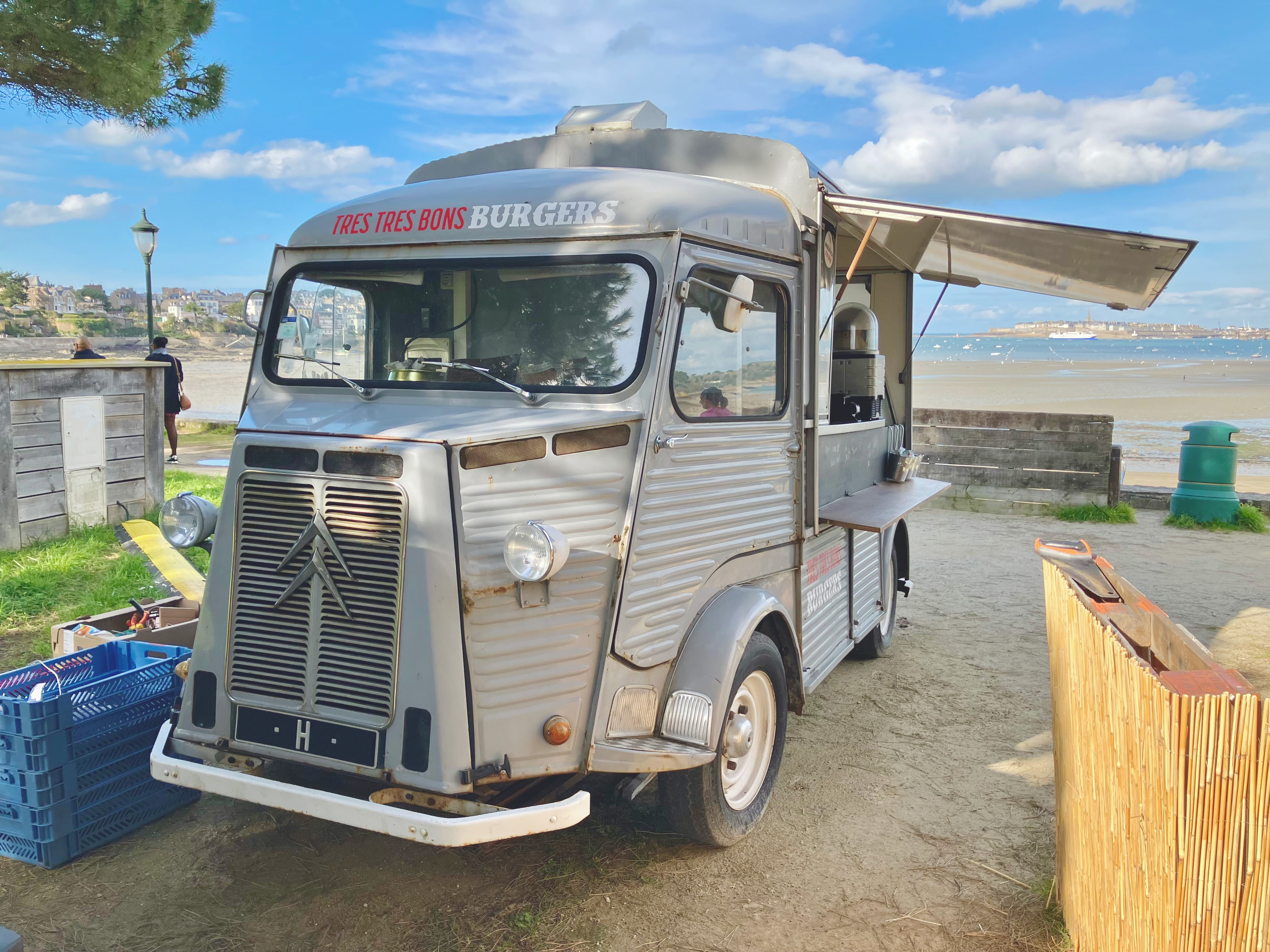
Un food truck Citroën HY aux abords de la plage du Prieuré à Dinard en mars 2024.

Le Citroën Type H était un véhicule utilitaire léger de type fourgon automobile de 2,25 à 2,6 tonnes de PTAC, produit entre 1948 et 1981 à 473 289 exemplaires.
Chez Citroën, on parlait déjà avant la guerre d'un nouveau véhicule utilitaire qui remplacerait le TUB. On pouvait gagner sur le poids de l'engin, mais le TUB avait un défaut : s'il n'était pas chargé à l'arrière, il penchait vers l'avant et le train arrière pouvait se soulever au moindre freinage appuyé. Il avait vite vieilli et il était plus facile de créer un tout nouveau modèle, plus moderne.
Le cahier des charges voulu par Pierre Boulanger (à l'époque directeur de Citroën, nommé par la famille Michelin propriétaire de la firme, depuis le départ forcé d'André Citroën en 1935) était le suivant : un véhicule monocoque à traction avant qui reprendrait des éléments de la Traction Avant à quatre cylindres 1 911 cm3 développant 35 ch avec une boîte de vitesses à 3 rapports, une bonne suspension arrière et surtout en utilisant un maximum de pièces existantes provenant d'autres modèles de la marque. Le tout avec un seul mot d'ordre : faire au moins cher !
Construit avec une coque autoporteuse en tôle ondulée plus rigide à épaisseur égale comme le célèbre avion Junkers Ju 52, le Type H est très cubique dû au designer italien Flaminio Bertoni. Avec un volume utile de 7,3 m3, il peut, sur le modèle initial, charger 1 200 kg de marchandises avec un seuil de chargement bas et une hauteur intérieure permettant de se tenir debout. D'innombrables adaptations ont été proposées par des carrossiers indépendants. Certains ont même adapté la suspension hydropneumatique à l'arrière.
Ce véhicule a connu un très long succès malgré la consommation élevée de son moteur à essence et sa vitesse modeste. Il est resté célèbre en France comme le véhicule des commerçants ambulants et de la police, ce dernier connu sous le surnom de « panier à salade ». On l'appelle souvent à tort « Citroën Tube », par confusion avec son prédécesseur TUB.

## Historique
Pierre Franchiset, travaillant chez Citroën à la conception et à la mise au point des carrosseries, est le père du Type H, qu'il a pensé et dont il a suivi la conception jusqu'à sa commercialisation. Il a reçu et étudié le projet, a déterminé l'ensemble du véhicule et a réalisé le premier prototype.
Pendant la guerre, les études du H ont été lancées en cachette des occupants, qui avaient interdit l'étude de nouveaux modèles ; les conditions de travail n'étaient pas des meilleures car il n'y avait ni essence, ni matières premières. Une fois la guerre finie, le H a été terminé très rapidement. Il y eut seulement deux prototypes sans passer par les maquettes réduites.
Le premier prototype dispose d'une porte latérale pivotante, encombrant le trottoir à l'ouverture et guère pratique pour l'accessibilité. Elle est remplacée par une porte coulissante sur le second prototype.
La camionnette a pu être conçue rapidement car de nombreux éléments provenaient d'autres véhicules de la marque : moteur et boîte de vitesses de la Traction, essieu avant avec voie élargie de la 15-Six, volant, compteur de vitesse, essuie-glaces, poignées de portes et serrures de la Traction Avant, phares et commande de clignotants de la 2 CV, etc.
En 1945, l'État français tente de rationaliser la très faible production automobile nationale en imposant le fameux « Plan Pons » qui avait décidé, entre autres, que le secteur des véhicules utilitaires légers soit réservé à Peugeot avec son futur D3, dérivé du Chenard & Walker CHV et à Renault avec le fourgon "1 000 kg" qui deviendra très vite le Galion. Pierre-Jules Boulanger ne se décida pas pour autant à arrêter le "Projet H", mis au point durant la guerre qui, selon lui, aurait la capacité de démoder tout ce qui pourrait lui être opposé. Au Salon de Paris d'octobre 1947, il présente, en franc-tireur, le Citroën Type H.
Contrairement au TUB et à son principal concurrent national, le Renault 1 000 kg, qui ont tous deux un châssis séparé, le Type H est un véhicule monocoque autoporteur. L'ensemble moteur-boîte de vitesses de la Traction Avant à quatre cylindres de 1 911 cm3 développant 35 ch SAE avec une boîte de vitesses à 3 rapports non synchronisés, est placé en position inversée et en porte-à-faux avant, faisant du Type H une traction avant.
Chaque composant est étudié afin d'obtenir le maximum au moindre coût. C'est seulement en janvier 1953 que les panneaux latéraux hauts, en toile, sont remplacés par des panneaux en tôle plane soudés à la structure, plus pratiques pour y peindre éventuellement une enseigne commerciale, des projecteurs de petite taille semblables à ceux de la 2 CV sont adoptés et vissés sur un support, la retenue du capot ouvert se fait au moyen d'un câble accroché aux poignées avant extérieures et la peinture de la carrosserie vient du même stock gris métal que la 2 CV. Le pare-brise, en deux parties sur les premiers modèles (si une partie était abîmée, on ne doit pas remplacer la totalité) moins cher qu'un ensemble unique mais pénalisant la visibilité, n'est remplacé par un pare-brise toute largeur qu'en février 1964, et l'on s'aperçoit alors que le montage est moins onéreux. Le montant central est embouti, mis en forme et soudé avec l'avant de la carrosserie. En janvier 1952, la lunette arrière rectangulaire horizontale est remplacée par une lunette verticale aux coins supérieurs et inférieurs arrondis, commune avec les premières 2 CV Fourgonnettes. Elle a été remplacée en septembre 1963 par une lunette carrée.
L'accessibilité mécanique, souvent problématique sur les véhicules modernes, étudiés pour une compacité maximale, est très aisée sur le Type H. Si l'ouverture du capot extérieur avant ne donne accès qu'au radiateur et à quelques équipements périphériques (dynamo, pompe à eau), l'accès au moteur et à la mécanique est facile depuis l'intérieur de la cabine : outre le capot moteur amovible situé entre les sièges avant, les planchers entourant le moteur sont démontables en moins d'une minute grâce à des fixations type aviation que l'on peut dégager avec une simple pièce de monnaie en guise de tournevis.
Les portes « suicide », le capot intérieur, le capot moteur et le volet d'accès latéral à la roue de secours placée à gauche en avant de l'essieu AR sont articulés par des charnières « Yoder ». Celles-ci sont réalisées par simple pliage des tôles avec l'assemblage par emboîtement coulissant latéral, on les retrouve aussi sur les Traction Avant et 2 CV.
La suspension, cependant, fait appel à une technique relativement sophistiquée pour l'époque : les barres de torsion longitudinales (comme la Coccinelle VW d'avant 1972, la Renault 4 et ses dérivés) lui confèrent une bonne capacité de charge et une tenue de route au-dessus du standard habituel d'un utilitaire.
La boîte de vitesses est à trois rapports non synchronisés, imposant le double débrayage pour rétrograder), une constante sans exception du début à la fin de la production. Le couple important, à bas régime, du moteur de la Traction Avant gomme en partie ce défaut, mais les longs trajets sur route ou autoroute sont rendus pénibles par le bruit du moteur: la vitesse de pointe telle qu'indiquée sur la feuille des mines est de 96 km/h.
Le Citroën H est donc quasiment incapable d'assurer les trajets de ville à ville qu'effectuent facilement ses équivalents modernes. Son usage de prédilection était donc les marchés de village de proximité et le commerce rural ambulant (boucherie, bibliobus, artisanat, voire ramassage scolaire en version rallongée et vitrée) avec un rayon d'action de quelques dizaines de kilomètres tout au plus.
La porte latérale coulissante, peu fréquente à l'époque, est de série dès le début. Les rétroviseurs extérieurs, eux, sont montés sur le haut des portes pour compenser la lunette arrière centrale minimaliste. Celle-ci a pris trois formes, d'abord horizontale et rectangulaire en Rhodoïd puis, à partir de janvier 1952, en verre, en forme d'hippodrome vertical comme sur les 2CV Fourgonnettes de la même époque et enfin, à partir de septembre 1963, plus grande et carrée.
Le Type H fait montre d'un bon sens pratique. La boîte à gants est coulissante ; les portes « suicide », s'ouvrant vers l'arrière (sauf dans certains pays comme les Pays-Bas pour les modèles produits localement après 1968), (rendent possibles les descentes rapides lors des livraisons (??)) et les petits pare-chocs arrière en tube coudé permettent d'y accrocher un poulain de chargement ou un plan incliné crocheté, sur lequel on peut faire rouler un diable.
En 1969, le haut des ailes de la carrosserie des roues arrière devient rectangulaire, remplaçant l'ancien profil semi-circulaire. En conclusion, le Type H bénéficie d'une robustesse, d'une simplicité et d'une bonne ergonomie identiques à celles de la 2 CV.
À une époque où l'on transforme en utilitaires des voitures d'avant-guerre ainsi que des anciens véhicules militaires américains pour pallier la pénurie, le Type H intéresse de nombreux visiteurs lors de sa présentation au Salon de Paris de 1947.
La production du Type H à l'usine du quai de Javel ne va débuter qu'en juin 1948. Les années défilent sans autre évolution, ce sont les propriétaires qui assurent la publicité aux potentiels clients. La société Citroën ne s'en occupe pas beaucoup car n'assure qu'un minimum de publicité jusqu'en 1974, plus rien ensuite.
Marchands ambulants : boulangers, bouchers, épiciers, artisans : menuisiers, plombiers, électriciens, brocanteurs, jardiniers, éleveurs : bétaillère (vans transformés par les carrossiers Heuliez et Théault), entrepreneurs de pompes funèbres, etc. sont nombreux à l'adopter. Il a été utilisé par des administrations : Les PTT, l'Armée, les hôpitaux (ambulance), la Police nationale, des vacanciers (transformé en camping-car), des voleurs, etc.
Sa plate-forme très rigide (une roue AR pouvait ne pas toucher le sol sur un terrain déformé) pouvant être rallongée au milieu (entre les essieux) ou sur le porte-à-faux arrière, ou les deux. Il est impossible de recenser tous les carrossiers qui, pendant les trente-trois ans de production du « Type H », l'ont adapté à la demande des clients.
En fonction de la charge et de sa carrosserie, l'appellation commerciale change :
- H - 1 200 kg de charge utile,
- HZ - 850 puis 1 000 kg de CU,
- HY - 1 500 puis 1 600 kg de CU,
- HP - plateau,
- HX - plateau frigorifique
- HW - plateau nu pour les carrossiers.

Il y a eu aussi des équipements spécifiques pour véhicules de secours d'urgence et pour véhicules de réanimation et de chirurgie avec suspension hydropneumatique à l'arrière. Cette suspension a fait ses premiers essais comme prototype puis en série dès avril 1954 sur les dernières berlines et familiales Traction Avant 15/6H (« H » comme hydropneumatique) pour une mise au point accélérée en vue du nouveau modèle que préparait la marque : la DS.
Citroën a proposé 14 coloris différents, dont une partie réservée aux administrations. Le gris reste la couleur la plus fréquente mais le client pouvait choisir le blanc, le rouge, le bleu, et également le vert métallisé, teinte destinée particulièrement à l'exportation.
Pour produire un exemplaire complet, il fallait environ 300 ouvriers, que ce soit en France, aux Pays-Bas, en Belgique ou au Portugal. Pour certains marchés aux normes de sécurité différentes appliquant les règles européennes, les portières s'ouvrent normalement de l'arrière vers l'avant (contre le vent), les poignées extérieures et intérieures sont empruntées aux ID 19 tandis qu'un marchepied surélevé facilite l'accès à bord. Sur les exemplaires vendus en France et jusqu'au dernier modèle, les portières s'ouvrent vers l'arrière (portières « suicide ») et les serrures extérieures sont empruntées aux Traction Avant. À partir du MY 1968, 3 450 exemplaires du fourgon fabriqués jusqu'en 1970 aux Pays-Bas, conformément au code de la route européen, les portières « suicide » ont été abandonnées et remplacées par des portières ouvrant « normalement », contre le vent.
La production du Type H est arrêtée le 14 décembre 1981, à l'usine d'Aulnay. Le dernier exemplaire porte le numéro de série 473 289 et est de couleur grise. Près d'un demi-million de « H » ont été construits en plus de trente-trois ans de fabrication. Les C35, clone du Fiat 242 en 1974 et Citroën C25, clone du Fiat Ducato en 1981 ont remplacé le Type H.
Concernant sa dénomination, comme elle arrivait huitième d'une série d'études, Citroën l'appela « H », la huitième lettre de l'alphabet.
Extrait d'un catalogue publicitaire des années 1970 titré « Les dix atouts du Type H » :
- accessibilité maximum : les portes, arrière et latérale, sont strictement rectangulaires,
- accessibilité mécanique : le moteur est à portée de main sous capot de l'intérieur,
- confort des sièges : vous êtes aussi bien installé que dans votre voiture,
- suspension nouvelle : elle a fait l'unanimité (barres de torsion longitudinales à l'avant et à l'arrière),
- tenue de route : c'est une « traction avant »,
- braquage : aussi maniable qu'une petite voiture !,
- robustesse : plate-forme rigide et "indéformable",
- plancher plat : à 35 cm du sol seulement,
- prix d'achat : comparez avec les concurrents,
- coût d'utilisation et d'entretien : ils battent tous les records d'économie malgré une consommation déclarée de 13 l/100 km d'essence et 9 l/100 km de gasoil.

## Cinéma, multimédia et théâtre
La longévité du modèle en fait un véhicule inévitable dans les champs des caméras.
- Un drôle de paroissien (1963) : apparitions en tant que « panier à salade ».
- The Loved One (États-Unis, 1965), en France Le Cher Disparu : le véhicule de service de Dennis Barlow, embaumeur d'animaux familiers, est un Type H gris.
- Fantômas se déchaîne (1965) : au début du film, quand il télécommande une fusée bombe descendant de l'arrière du camion.
- Ne nous fâchons pas (1966) : mémorable course-poursuite entre le Type H et la 2CV des méchants britanniques qui finit sur le pilier central d'un viaduc effondré. La scène fut tournée à l'occasion de la destruction programmée du pilier.
- Dans l'épisode 17 de la série télévisée Amicalement vôtre (1972), un Type H joue un rôle important avec Danny Wilde au volant[7].
- Louis la Brocante utilise ce véhicule tout à fait dans l'esprit de la profession de brocanteur, en sillonnant la campagne lyonnaise.
- Fantômette (série télévisée, 1993) : ce véhicule est utilisé dans l'épisode 19 Fantômette et l'os préhistorique.
- Commandos 2: Men of Courage est un jeu vidéo mettant en scène des soldats pendant la Seconde Guerre mondiale. Les concepteurs du jeu ont visiblement fait un anachronisme en y présentant le petit fourgon Citroën.
- Les Charmes de l'été est une série télévisée de 1975.
- Les Triplettes de Belleville (Sylvain Chomet, 2003) : Mme Souza suit son petit-fils « Champion » lors d'une étape du Tour du France à bord d'un Type H gris. Mais il sera enlevé par de mystérieux hommes en noir ayant volé une voiture-balai : un autre Type H gris.
- Famille d'accueil (série télévisée) : Jeanne Ferrière utilise ce véhicule pour faire son marché dans quelques épisodes.
- Haute Tension (2003) : le tueur interprété par Philippe Nahon se déplace avec ce véhicule.
- Dr Slump (1980) : le docteur Slump conduit un Type H dans le générique de fin.
- Akira (jeu vidéo, 1988) : on peut apercevoir un Type H dans les ruines de l'ancien Tokyo.
- Full Metal Jacket (Stanley Kubrick, 1987) : lors de l'offensive du Tết (30 janvier 1968), les Vietcongs attaquent en masse plus de 100 villes à travers le pays. Dans le film, l'attaque est représentée par l'intrusion d'un véhicule-bélier dans le campement américain : un Type H enflammé (héritage de la colonisation française en Indochine).
- Ce véhicule fait plusieurs apparitions dans la série télévisée Papa Schultz, ce qui est en contradiction avec l'époque située dans la série (guerre 1939-1945 dans un Stalag en Allemagne) et la commercialisation du Type H (1949). Dans cette série, le Type H est transformé en véhicule-radar de l'armée allemande.
- Aussi en contradiction avec l'époque, le Type H apparaît dans L'Odyssée du Hindenburg.
- Le Type H fait également une apparition dans la série Mission impossible.
- Bébert, un des personnages de la série télévisée Téléchat, est un Type H[8].
- Nommé « Hachille », il transporte Géraldine et Yann pour la série de documentaires de découverte française Sur les chemins du monde.
- Dans Les Municipaux, ces héros, un Type H fait une courte apparition au bord d’une station essence.
- Pour la saison 2017 de WRC, Citroën Racing utilise un food-truck HY de 1973[9].
- Les 27 et 28 mai 2017, la ville de Thouars (Deux-Sèvres, France) accueille les 70 ans du Type H pour une exposition de 60 à 80 fourgons. Il y a entre autres, un fourgon de police, un d'EDF, deux de sapeurs-pompiers, un d'un glacier.
- Dans la mise en scène de l'opéra wagnérien Tannhäuser au Festival de Bayreuth de 2019 par Tobias Kratzer, le Type H apparaît en scène comme le monde de Vénus, qui n'est pas seulement le monde de la sensualité du sexe, mais le monde de tous les marginalisés, manifesté par les compagnons de Vénus : la drag queen Le Gâteau Chocolat et Oskar avec son tambour, et où Tannhäuser apparaît en costume de clown. L'équipe de Kratzer avait localisé cinq exemplaires du Type H chez des collectionneurs et parcs à ferraille, qui apparaissent tous sur la scène ou en projection vidéo.
- Dans le jeu vidéo Persona 5, Morgana peut se transformer en Type H.

## Évolution
- 1947 : présentation en octobre au Salon de Paris, (type de véhicule normalement interdit à Citroën),
- 1948 : livraison des premiers exemplaires en juin avec 1 200 kg de charge utile,
- 1953 : remplacement des bâches latérales par des tôles planes,
  - En mars : moteur 11 Performance 35 ch.
  - En octobre : lancement du pick-up HP.
- 1954 : lancement du Type HZ, version allégée avec 850 kg de C.U., vitesse de pointe 88 km/h,
- 1955 :
  - En janvier : installation sur les faces arrière latérale de deux feux de position ronds rouges et d'un feu stop orange à gauche,
  - En mai : moteur de la Citroën Traction Avant 11 D à carburateur inversé,
- 1958 - le Type H est remplacé par le Type HY 1 500 kg de C.U.,
- 1960 :
  - En janvier : lancement de la version HY DI avec moteur Diesel Perkins 4.99 de 1 621 cm3 développant 42 ch SAE à 3 600 trmin, le système électrique 6 volts est remplacé par un système 12 volts,
- 1961 :
  - En juillet : remplacement des flèches levantes de direction par des feux clignotants ronds à l'avant et à l'arrière, conformément au nouveau code de la route,
- 1962 :
  - En septembre : porte coulissante à gauche en option,
- 1963 :
  - En juillet : une grande vitre carrée remplace la petite vitre ovale arrière,
  - En septembre : lancement du HY-72 équipé du nouveau moteur 9 CV de 1 628 cm3 développant 45 ch SAE à 4 200 trmin et, à l'arrière, deux feux rouges et deux clignotants orange,
- 1964 :
  - En février : le pare-brise en deux parties est remplacé par un pare-brise toute largeur, l'ensemble compteur de vitesse et jauge à carburant est celui de l'Ami 6, un pare-chocs arrière remplace les deux barres tubulaires et le moteur Diesel Perkins est remplacé par moteur Indenor de 1 816 cm3 développant 50 ch à 4 000 trmin,
- 1966 :
  - En juillet : lancement du HY 78  Zone bleue (moins de 8 m2 au sol) pour Paris. Version raccourcie à portes spécifiques supprimée en 1970,
  - En décembre : retour du moteur 11 CV de 1 911 cm3 à 4 500 trmin développant 48 (puis 58 ch SAE à partir de 1968) au côté du 9 CV, les 3 rapports de la boite de vitesses sont (enfin) synchronisés, le moteur Diesel Indenor de 1 816 cm3 est remplacé par un nouveau développant 50 ch à 4 000 trmin, cylindrée portée à 1 946 cm3,
- 1968 :
  - En septembre : lancement des 1 000/1 600 kg et moteur 8 CV Diesel Indenor XDP 88 de 1 946 cm3,
- 1969 : lancement du HX IN2 avec un PTAC de 3 100 kg très vite porté à 3 200 kg et renommé HW IN2,
  - En novembre : nouveaux feux clignotants avant orange et ailes arrière rectangulaires, ajout d'un second amortisseur sur chaque roue avant,
- 1974 : lancement du C35, clone du Fiat 242. Les ventes du Type H s'écoulent.

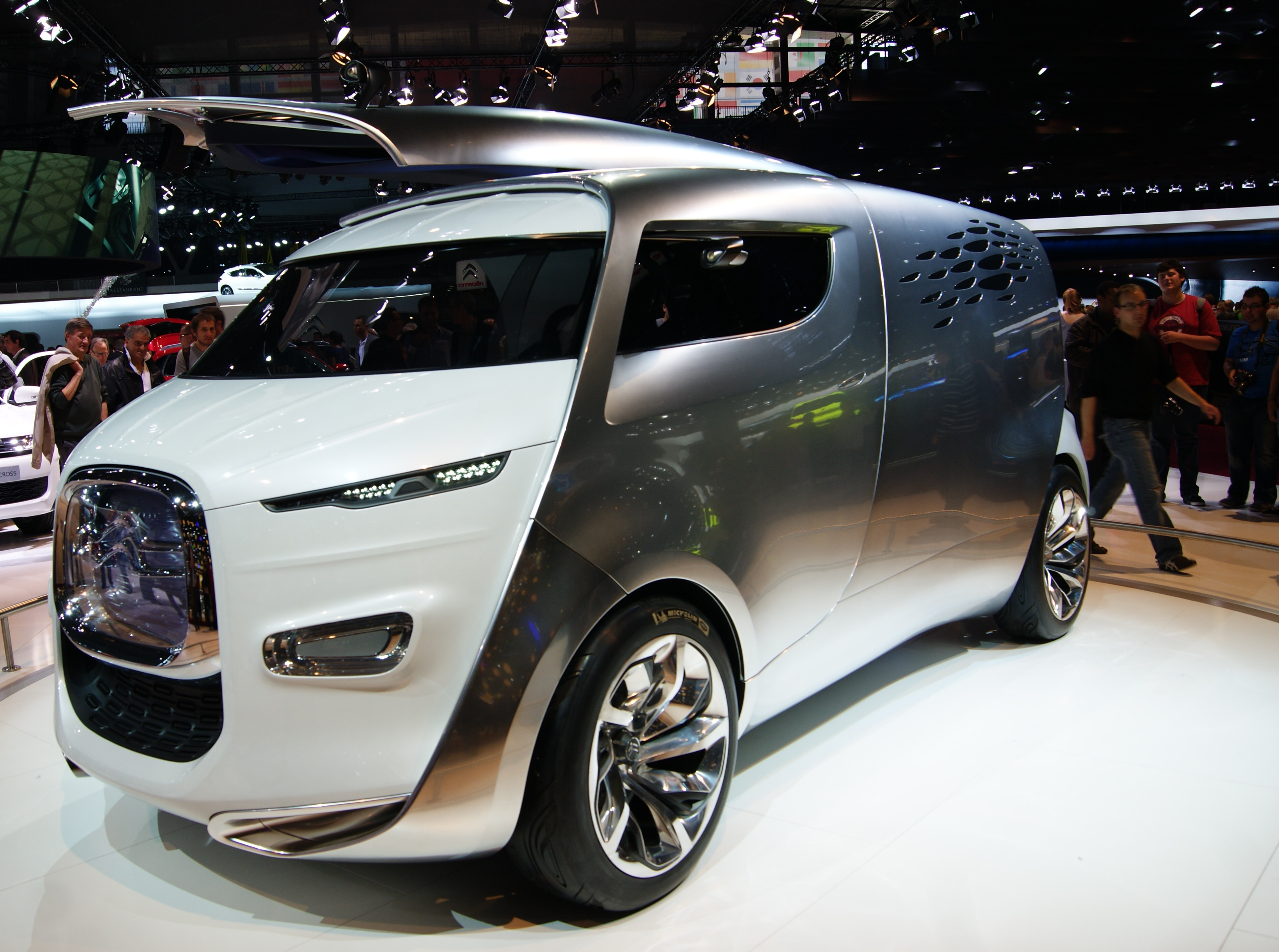
Citroën Tubik

- 1981 : lancement du Citroën C25, clone du Fiat Ducato et arrêt de la production du Type H le 14 décembre 1981 après 473 289 exemplaires fabriqués,
- 2017 :
  - En mai : pour les 70 ans du Type H, Citroën expose un prototype du « Type H Tubik » très futuriste, créé en Italie,
- 2021 :
  - En novembre : des étudiants en 3e année de l'ISAT (école d'ingénieurs des transports) ont modernisé un Citroën H par rétrofit hydrogène et transformation en minibus[10].

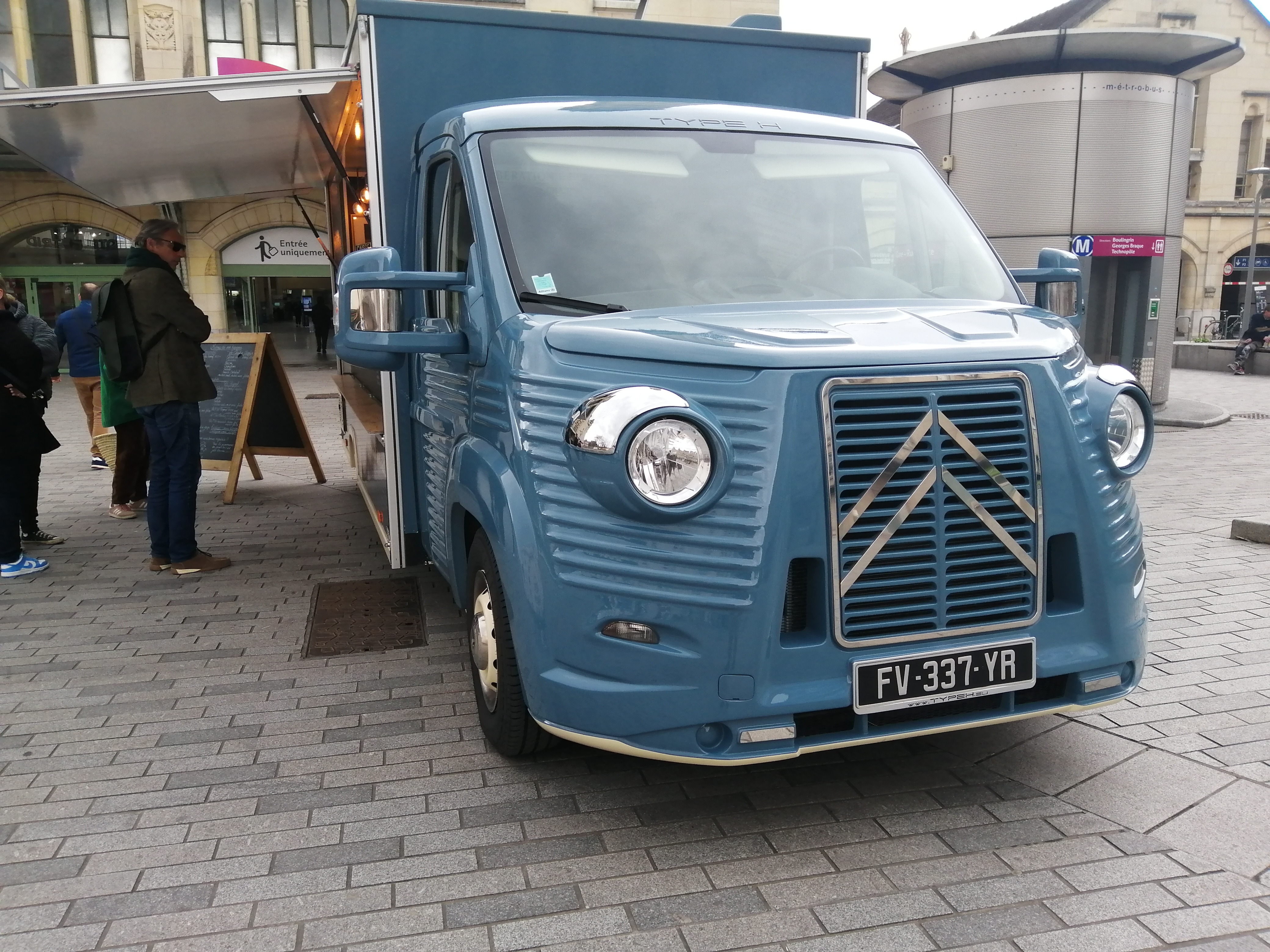
Citroën Jumper habillé en Type H par Caselani (2023).

## Résurgence
En 2018, à l'occasion du 70e anniversaire du Type H, le designer David Obendorfer et le carrossier italien Fabrizio Caselani ont créé un kit qui donne à un Citroën Jumper l'allure de son ancêtre. D'abord série limitée, il est ensuite plus largement distribué, notamment dans l'aménagement « food-truck ».

## Le Type H à l'étranger

### Pays-Bas
10 016 fourgons Citroën Type H ont été assemblés aux Pays-Bas entre 1963 et 1970,.
| 1963  | 1964  | 1965  | 1966  | 1967  | 1968  | 1969  | 1970  | Total  |
| ----- | ----- | ----- | ----- | ----- | ----- | ----- | ----- | ------ |
| ± 100 | 1 450 | 1 600 | 1 732 | 1 680 | 1 347 | 1 630 | ± 450 | 10 016 |

Aux Pays-Bas, les fourgons H ont été équipés de portes avant battantes inversées par rapport à l'original français (ouvrant contre le vent) à partir du MY 1968.

### Belgique
4 343 fourgons Citroën Type H ont été assemblés en Belgique entre 1952 et 1963.
| 1952 | 1953 | 1954 | 1955 | 1956 | 1957 | 1958 | 1959 | 1960 | 1961 | 1962 | 1963 | Total |
| ---- | ---- | ---- | ---- | ---- | ---- | ---- | ---- | ---- | ---- | ---- | ---- | ----- |
| 52   | 113  | 174  | 225  | 429  | 291  | 339  | 551  | 681  | 939  | 964  | 554  | 4 343 |

### Espagne
426 exemplaires du fourgon Type H ont été fabriqués dans l'usine de Vigo en Espagne entre 1962 et 1965.

### Yougoslavie
Quelques exemplaires ont été assemblés en (ex) Yougoslavie par TOMOS dd (it) de 1961 à 1972 dans son usine de Koper - Capodistria, aujourd'hui en Slovénie, près de la frontière italienne. Le nombre exact, inférieur à 1 000 est inconnu.